# Museo nacional de Malasia
El Museo nacional de Malasia o Museo nacional (en malayo: Muzium Negara) es un museo situado en Jalan Damansara en la ciudad de Kuala Lumpur, en Malasia. El museo está situado muy cerca de los Jardines del Lago Perdana y proporciona una visión general de la historia y la cultura de Malasia. Muzium Negara es una estructura palaciega construida en el estilo de Rumah Gadang, un aspecto de la arquitectura de Minangkabau. Su fachada consta de elementos de características tradicionales malayos y modernos. Muzium Negara fue inaugurado el 31 de agosto de 1963, y sirve como depósito de la riqueza del patrimonio cultural e histórico de Malasia.